# Halictus gruenwaldti
Halictus gruenwaldti är en biart som beskrevs av Ebmer 1975. Halictus gruenwaldti ingår i släktet bandbin, och familjen vägbin. Inga underarter finns listade i Catalogue of Life.